# Vukašin Dević
Vukašin Dević (in serbo Вукашин Девић?; Belgrado, 15 marzo 1984) è un ex calciatore serbo, di ruolo difensore.

## Caratteristiche tecniche
Gioca come difensore centrale.

## Carriera

### Club
Inizia la carriera di professionista nel 2003 nelle file del Radnički Pirot, prima di giocare in Portogallo per due stagioni: dapprima al Beira-Mar, poi al Belenenses.
Nell'estate del 2008 viene ingaggiato dalla Stella Rossa di Belgrado, ma l'estate successiva ritorna al Belenenses, da cui si svincola nel 2011.